# Corynispa clavicornis
Corynispa clavicornis es un coleóptero de la familia Chrysomelidae.
Fue descrita científicamente en 1931 por Uhmann.